# Sphingomima lugezi
Sphingomima lugezi là một loài bướm đêm trong họ Geometridae.